# Lac Nicabau
Le lac Nicabau est un plan d'eau douce du territoire non organisé de Lac-Ashuapmushuan, dans la partie Ouest de la municipalité régionale de comté (MRC) Le Domaine-du-Roy, dans la région administrative du Saguenay-Lac-Saint-Jean, dans la province de Québec, au Canada.
Ce lac est situé surtout dans le canton de Ducharme, sauf la baie du Sud qui est située dans le canton de Bouterque. Ce lac est marque la limite Ouest de la
Réserve faunique Ashuapmushuan.
La foresterie constitue la principale activité économique du secteur. Les activités récréotouristiques arrivent en second.
La route forestière route 167 passe du côté Est du lac Nicabau, reliant Chibougamau à Saint-Félicien (Québec). Le chemin de fer du Canadien National longe la route 167. L'arrêt ferroviaire de Nicabau desservait la zone.
La surface du lac Nicabau est habituellement gelée du début novembre à la mi-mai, toutefois la circulation sécuritaire sur la glace se fait généralement de la mi-novembre à la mi-avril.

## Géographie
Le lac Nicabau est situé à l’extrémité Ouest de la MRC Le Domaine-du-Roy. Ce lac comporte une longueur de 9,7 km, une largeur maximale de 3,0 km et une altitude de 386 m. La rivière Normandin traverse sur 5,3 km (dont 1,8 km vers le Nord dans le canton de Bouteroue, puis vers l'Est dans le canton de Ducharme) la partie Sud du lac Nicabau.
L’embouchure du lac Nicabau est localisé à :
- 2,2 km au Sud du chemin de fer du Canadien National ;
- 0,4 km au Sud-Ouest de la confluence de la rivière au Tonnerre (rivière Normandin) ;
- 26,4 km au Nord-Ouest de la confluence de la rivière Normandin avec le lac Ashuapmushuan ;
- 15,0 km au Nord de l’embouchure du lac Poutrincourt ;
- 12,7 km au Nord-Est d’une courbe de la limite de Eeyou Istchee Baie-James (municipalité) ;
- 147 km au Nord-Ouest de l’embouchure de la rivière Ashuapmushuan (confluence avec le lac Saint-Jean)[1].

Les principaux bassins versants voisins du lac Nicabau sont :
- côté Nord : rivière Boisvert, rivière de la Coquille (rivière Normandin), lac Chibougamau, rivière Armitage ;
- côté Est : lac Poutrincourt, rivière du Milieu (lac Poutrincourt), rivière Marquette Ouest, rivière Marquette, lac Ashuapmushuan ;
- côté Sud : rivière Normandin, rivière Chaudière (rivière Normandin), rivière Ashuapmushuan, rivière la Loche ;
- côté Ouest : lac Rohault, rivière Nemenjiche, lac Nemenjiche, rivière Opawica.

À partir de l’embouchure du lac Nicabau, le courant coule sur 39,6 km vers le Sud-Est notamment en traversant le lac Ducharme, jusqu’au lac Ashuapmushuan qui constitue le lac de tête de la rivière Ashuapmushuan. Cette dernière rivière se déverse sur la rive Ouest du lac Saint-Jean.

## Toponymie
D’origine innue, la graphie toponymique de ce plan d’eau a varié souvent depuis l’époque de la Nouvelle-France, notamment : Nekouba, Nekoubau, Nicoupao, Necoubeau, Nikaubau ou Nikabau. Nikabau signifierait « lac entouré de foin ».
Jadis, le lac constituait un carrefour pour les voyageurs qui empruntaient les grandes voies d'eau (notamment la rivière Normandin, particulièrement celles conduisant de Tadoussac ou de Trois-Rivières à la baie d'Hudson. Dès 1661, les pères jésuites Dablon et Druillettes atteignent l'endroit qu'ils identifient sous l’appellation de Nekouba. Ils le décrivent comme un lieu célèbre à cause d'une foire qui s'y tient tous les ans et où tous les Autochtones des alentours se rendent pour commercer. Une carte de 1661 illustrant le voyage des missionnaires mentionne le nom de Nekouba. Les dénominations « Rivière de Nekoubou » et « Lac Nék8pas » sont indiquées respectivement sur des cartes de 1672 et 1680. Guillaume Delisle signale sur sa carte de 1703 : « Necouba (poste) » et « R. de Necoub ». Le jésuite Laure utilisera le gentilé « Nekoubauistes » sur sa « Carte du Domaine du Roy en Canada » de 1732.
Le toponyme « lac Nicabau » a été officialisé le 5 décembre 1968 par la Commission de toponymie du Québec, soit à la création de cette commission.